# Aplocheilus werneri
El panchax de Werner es la especie Aplocheilus werneri, un pez de agua dulce de la familia de los aplocheílidos, en el orden de los ciprinodontiformes.

## Morfología
Los machos pueden alcanzar los 7 cm de longitud total.

## Distribución geográfica
Se encuentran en Asia: Sri Lanka.